# العريس الثاني (فلم)
العريس الثاني هو فيلم مصري عرض عام 1967، بطولة فريد شوقي وهند رستم، ومن إخراج حسن الصيفي.

## قصة الفيلم
يموت زوج وفاء، فتقرر إدارة الشركات التي تركها بنفسها، مما يثير غضب عمها الصعيدي الذي يعترض على عمل المرأة، تفكر وفاء أن تتزوج مرة أخرى كي تكون في حماية رجل يحميها من تدخل عمها، تختار العامل مجدي الذي يحبها، لكنها تصده دائمًا بحجة الوفاء لزوجها، تكتشف وسط أوراق زوجها الراحل أوراق تثبت أنه كان متزوجًا وتتوالى الأحداث.

## طاقم التمثيل
- فريد شوقي: (مجدي)
- هند رستم: (وفاء)
- يوسف شعبان: (شوقي)
- نجوى فؤاد: (سهير)
- عبد المنعم إبراهيم: (لولو)
- سهير الباروني: (عنايات)
- بدر نوفل: (حمزة)
- إسكندر منسي: (عم وفاء)
- ثلاثي أضواء المسرح
  - سمير غانم
  - جورج سيدهم
  - الضيف أحمد
- محمد طه
- عبد المنعم بسيوني
- حسين إسماعيل
- حلمي عبد الوهاب

## فريق العمل
- إخراج: حسن الصيفي
- قصة: أبو السعود الإبياري
- سيناريو: عبد الحي أديب
- حوار: أبو السعود الإبياري
- مدير التصوير: مصطفى حسن
- مونتاج: عبد العزيز فخري
- إنتاج: المتحدة للسينما (صبحي فرحات)
- توزيع: المتحدة للسينما (صبحي فرحات)